# Скопление Птолемея
Скопле́ние Птолеме́я (M7, Messier 7, NGC 6475, Мессье 7) — рассеянное скопление в созвездии Скорпиона.

## История открытия
Скопление было известно Клавдию Птолемею, который описал его в 130 году н. э. как туманность. Джованни Баттиста Годиерна наблюдал скопление до 1654 года и насчитал в нём 30 звёзд. Шарль Мессье внёс скопление в каталог в 1764 году и затем включил его в свой список кометоподобных объектов как M 7.

## Интересные характеристики
Скопление насчитывает около 80 звёзд до 10-й звёздной величины и имеет угловой диаметр 1,3 градуса. Расстояние до скопления оценивается в 800—1000 световых лет, что соответствует диаметру в 18-25 световых лет. Возраст скопления около 220 миллионов лет. Ярчайшая звезда имеет видимый блеск 5,6m.

## Наблюдения

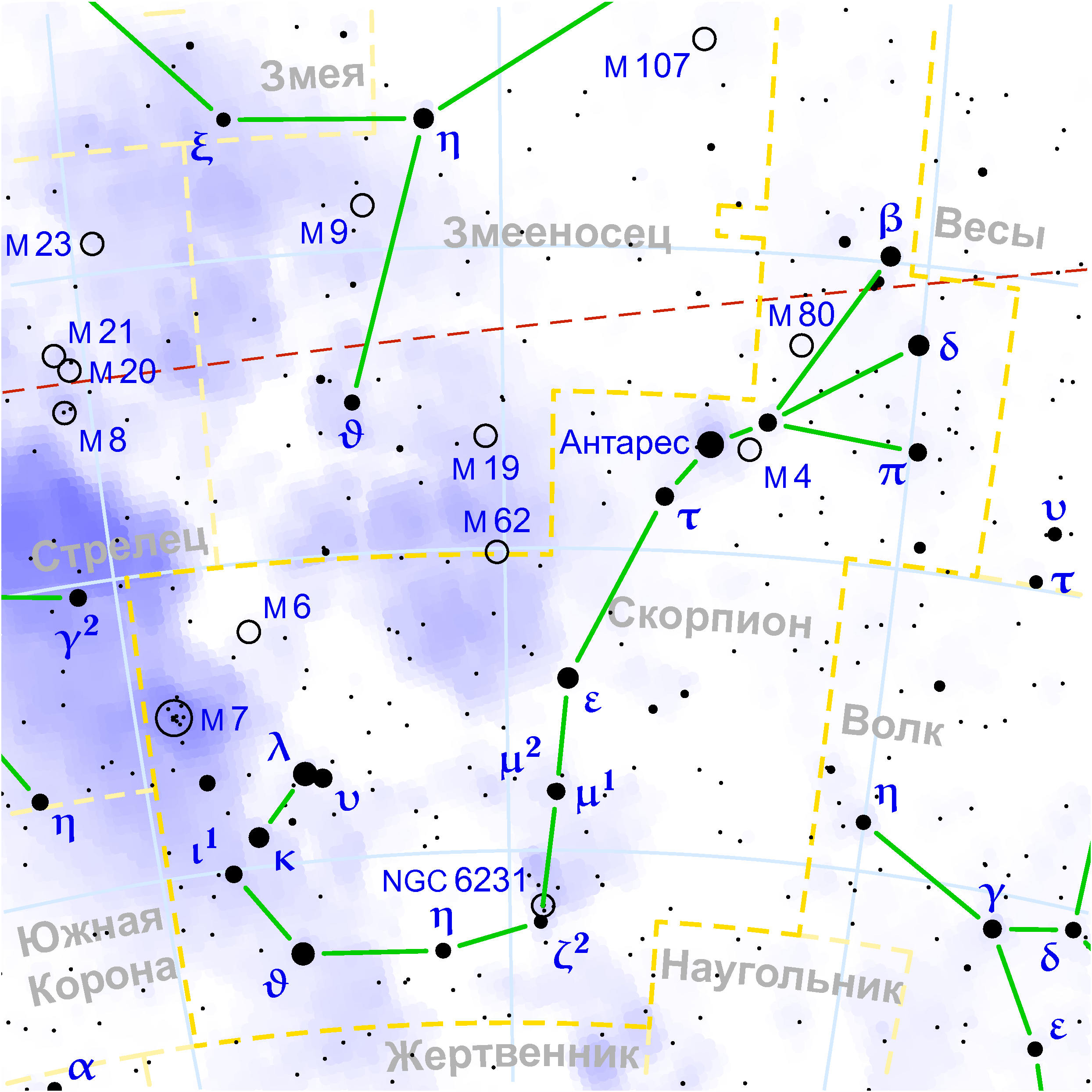
Скопление Птолемея находится в Созвездии Скорпиона

Это летнее рассеянное скопление в виде как бы «оторванного от Млечного Пути облачка» висит над хвостом Скорпиона. На широте Москвы оно практически не поднимается над горизонтом. Южнее (Кавказ, Черноморское Побережье, Приморье и т. д.) это скопление — отличный объект для наблюдений в самые скромные любительские телескопы и даже бинокли. Уже при апертуре телескопа 70 мм это рассеянное скопление распадается на много десятков голубовато-белых звёзд разбросанных по полю зрения в один градус. Звёзды складываются в цепочки, образующие крестообразный рисунок с отчётливым квадратом в центре. С помощью телескопа с апертурой от 250—350 мм в пределах этого скопления возможно наблюдать слабое фоновое шаровое скопление (NGC 6453 на западной периферии), пару рассеянных скоплений (Tr 30, NGC 6444), тёмную пылевую туманность (B 283) и несколько планетарных туманностей (PK 356-4.1, PK 355-4.2, PK 355-4.1).

### Соседи по небу из каталога Мессье
- M 6 — (на северо-запад) рассеянное скопление «Бабочка», также заметное невооружённым глазом;
- M 8 и M 20 — (на северо-восток, в Стрельце) яркие диффузные туманности «Лагуна» и «Трёхраздельная»;
- M 62 — (на северо-восток) не очень яркое шаровое скопление на южной границе Змееносца;